# Вајтсбург (Џорџија)
Вајтсбург (Џорџија) (енгл. Whitesburg) град је у америчкој савезној држави Џорџија. По попису становништва из 2010. у њему је живело 588 становника.

## Демографија
Према попису становништва из 2010. у граду је живело 588 становника, што је 8 (1,3%) становника мање него 2000. године.
| Група             | 2000.       | 2010.       |
| Белци             | 488 (81,9%) | 488 (83,0%) |
| Афроамериканци    | 100 (16,8%) | 75 (12,8%)  |
| Азијати           | 1 (0,2%)    | 0 (0,0%)    |
| Хиспаноамериканци | 2 (0,3%)    | 21 (3,6%)   |
| Укупно            | 596         | 588         |